# Karybdis

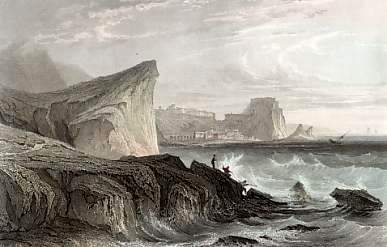
1800-talsmålning av Messinasundet med Skylla och Karybdis.

Karybdis (grekiska Χάρυβδις) var ett monster i grekisk mytologi.
Karybdis bodde med vidundret Skylla på var sida om ett sund. Karybdis såg ut som en malström och tre gånger om dagen sög det upp vattnet och spydde därefter ut det, slukande allt som fanns i vattnet. Karybdis försökte sluka Odysseus och hans mannar, men de undkom för att istället tvingas i riktning mot Skylla.
Karybdis har även namngivit en havsvirvel orsakad av tidvattenströmmar i norra Messinasundet.